# Lučenec (szczyt)
Lučenec (1041 m) – szczyt w Wielkiej Fatrze na Słowacji.
Należy do zachodniej, tzw. „turczańskiej” odnogi Wielkiej Fatry. Wznosi się w bocznym grzbiecie tej odnogi, wybiegającym od szczytu Jarabiná w kierunku północno-zachodnim i rozdzielającym doliny: Kantorską na północnym wschodzie od Sklabińskiej na zachodzie.
Masyw Lučenca zbudowany jest z margli oraz marglistych łupków i posiada mocno rozbudowaną rzeźbę stoków. Oddzielony wyraźną przełęczą od leżącego na południowy wschód Kantora (1116 m) wysyła w kierunkach zachodnim i północnym dwie wyraźne rosochy, które dalej ponownie się rozwidlają. Stoki miejscami strome. Szczyt przedstawia fragment prawie równego odcinka grzbietu z dwoma wierzchołkami – głównym, nieco wyższym jest południowy, będący zwornikiem obu wspomnianych rosoch.
W niższych partiach w całości porośnięty lasem, w wyższych partiach stoków i na grzbietach masyw Lučenca pokryty jest licznymi polanami. Dawniej były one regularnie koszone, dziś w większości powoli zarastają, co może grozić zanikiem wielu gatunków roślin, w tym obficie tu rosnących gatunków storczykowatych. Po wielu stojących kiedyś na polanach szopach na siano (słow. senniky) pozostały jedynie nieliczne niedobitki.

## Turystyka
Szczyt i pokrywające go polany stanowią interesujący, choć niezbyt często obierany cel wycieczek turystycznych. Prowadzą nań dwa szlaki turystyczne:
  Sklabinska dolina (Medzi Mníchmi) – Lučenec. Odległość 3,5 km, suma podejść 516 m, suma zejść 0 m, czas przejścia 1:45 h, z powrotem 1:20 h
  Sklabinska dolina (Na jame) – Lučenec. Odległość 2,3 km, suma podejść 491 m, suma zejść 0 m, czas przejścia 1:25 h, z powrotem 1 h
Widoki z podszczytowych polan zwłaszcza na zachód i południowy zachód. Obejmują one m.in. znaczną część Kotliny Turczańskiej. Z polan na grzbiecie na pn. od szczytu – widoki na północ, na masyw Przełożnicy (1079 m) z Katową Skałą (927 m).